# Bid McPhee
John Alexander McPhee, detto Bid (Massena, 1º novembre 1859 – San Diego, 3 gennaio 1943), è stato un giocatore di baseball e allenatore di baseball statunitense che ha giocato nel ruolo di seconda base nella Major League Baseball (MLB). È stato introdotto nella National Baseball Hall of Fame nel 2000 per i suoi meriti come giocatore.

## Carriera
Ultimo seconda base a giocare senza un guanto, McPhee debuttò nelle major league nel 1882 a 22 anni, tenendo una media battuta solamente di .228, ma guidando la lega in diverse categorie difensive come putouts e fielding percentage. Con McPhee che scese in campo in 78 delle loro 80 partite, i Cincinnati Red Stockings vinsero il titolo inaugurale dell'American Association. McPhee fu l'unico seconda base partente di Cincinnati nelle sue prime 18 stagioni di esistenza, accompagnando la squadra nella National League nel 1890, quando diventarono i Cincinnati Reds. Nelle ultime due stagioni in carriera era il giocatore più anziano delle major league.
Nel corso di 18 anni, McPhee batté con .271, con 53 fuoricampo, 188 tripli, segnò 1678 punti, batté 1067 punti battuti a casa e rubò 568 basi. Ebbe 10 stagioni da 100 o più punti segnati e guidò regolarmente la lega in diverse categorie difensive pur giocando senza guanto per le prime 14 stagioni in carriera. Senza il beneficio di tale oggetto, McPhee per irrobustire le mani le immergeva in acqua salata.

## Palmarès
- Cincinnati Reds Hall of Fame